# Ambystoma bombypellum
Ambystoma bombypellum é uma espécie de anfíbio caudado pertencente à família Ambystomatidae. Endêmica do México.